# Критика към Уикипедия
Онлайн енциклопедията Уикипедия е критикувана от създаването си през 2001 г. 
Повечето от критиките са насочени към нейното съдържание, общност от утвърдени потребители-доброволци, процес на създаване и вътрешни правила. Критиците ѝ поставят под въпрос фактическата надеждност на енциклопедията, нейната четливост, критерии за набиране на статиите, липсата на методична проверка на фактите и в последно време най-вече се акцентира върху политическите ѝ пристрастия.
Спрямо Уикипедия са изразени и опасения относно системни пристрастия по пол, раса, политическа, национална, корпоративна, институционална принадлежност. Критиците изтъкват за възникнали конфликти на интереси при създаването на енциклопедията, произтичащи от корпоративни кампании за влияние върху съдържанието ѝ. Отделно от това е висок рискът от оформилите се групи по интереси от редакторски клики (сътрудници, администратори и мениджмънт на фондацията-собственик), социално разслоение между „пазителска класа“ и по-нови потребители, прекомерно създаване на правила и неправномерното прилагане на политики върху свободата на изразяване.
В края на 2024 г. е препотвърдено предложението на Илон Мъск към Уикипедия за преименуването и в „Дикипедия“ на цената от 1 млрд. долара.